# Solva novaeguineae
Solva novaeguineae är en tvåvingeart som beskrevs av Lindner 1938. Solva novaeguineae ingår i släktet Solva och familjen lövträdsflugor. Inga underarter finns listade i Catalogue of Life.